# بيغونا فارغاس
بيغونا فارغاس هي ممثلة وراقصة إسبانية ولدت في 1999. ممثلة في مسلسل برلين